# Alvania campta
Alvania campta är en snäckart som först beskrevs av Dall 1927.  Alvania campta ingår i släktet Alvania och familjen Rissoidae. Inga underarter finns listade i Catalogue of Life.